# Fukushima Masanori
Fukushima Masanori (福島 正則?; 1561 – 1624) è stato un generale giapponese e un daimyō, al servizio dei Tokugawa. Fu una delle Sette lance di Shizugatake.
Fukushima Masanori, il cui nome inizialmente fu Ichimatsu, nacque nella provincia di Owari, figlio di Fukushima Masanobu. Si crede possa essere stato cugino di Toyotomi Hideyoshi. Si impegnò in battaglia nell'assalto al castello di Miki nella provincia di Harima e, dopo la battaglia di Yamazaki, gli è stato concesso uno stipendio di 500 koku.
Durante la battaglia di Shizugatake nel 1583, sconfisse Haigo Gozaemon, un importante samurai. Masanori ebbe l'onore di prendere la prima testa, quella del generale nemico Ogasato Ieyoshi, ricevendo un aumento di 5.000 koku di stipendio per questa distinzione (le altre sei "lance" ricevettero 3.000 koku ciascuno).
Masanori prese parte a molte delle campagne di Hideyoshi; fu dopo la campagna di Kyūshū (1586-1587), tuttavia, che divenne daimyō  ricevendo il feudo di Imabari nella provincia di Iyo, il suo reddito aumentò fino a 110.000 koku. Poco dopo prese parte alle invasioni giapponesi della Corea (1592-1598). Masanori si distinse ancora una volta durante la battaglia di Chungju.
In seguito al suo coinvolgimento nella campagna coreana, Masanori fu coinvolto nella ricerca di Toyotomi Hidetsugu. Condusse 10.000 uomini nel 1595, circondò il tempio di Seiganji sul monte Kōya e attese che Hidetsugu si suicidasse. Con Hidetsugu morto Masanori ricevette un aumento di stipendio di 90.000 koku e ricevette l'ex feudo di Hidetsugu di Kiyosu nella provincia di Owari.
Ostile a Ishida Mitsunari simpatizzò subito per Ieyasu Tokugawa; Ishida con un pretesto bruciò il castello di Masanori; durante la battaglia di Sekigahara sferrò il primo attacco alle truppe di Ukita rimanendo in prima linea per tutto il tempo. Vinta la battaglia e catturato Ishida, Masanori ebbe l'onore e il piacere di decapitare l'odiato daimyō a Kyoto insieme ad Anko e Konishi. Lodato per le sue gesta nella battaglia , Masanori ricevette il feudo di Hiroshima ad Aki  (498.000 koku). Ieyasu tuttavia non si fidò mai completamente di Masanori e gli ordinò di ricostruire il castello di Nagoya per fargli spendere parte del suo reddito. Masanori chiese di partecipare all'assedio di Osaka (1614-15), ma gli fu ordinato di rimanere a Edo. Il nuovo Shōgun, Hidetada, si fidava ancor meno di Masanori e, dopo la morte di Ieyasu, lo accusò di malgoverno e lo trasferì al feudo di Kawanakajima (Shinano, 45.000 koku). Suo fratello minore Masayori era già stato privato del suo feudo a Yamato da 30.000 koku nel 1615.
I suoi discendenti divennero hatamoto al servizio dello shogunato Tokugawa.
Possedeva una delle tre grandi lance del Giappone: Nihongo, o Nippongo (日本号). Usata un tempo nel Palazzo Imperiale, la Nihongo è stata poi posseduta da Masanori Fukushima, per poi passare in mano a Tahei Mori. È stata recuperata, restaurata ed ora si trova al The Fukuoka City Museum.